# 田中光儀

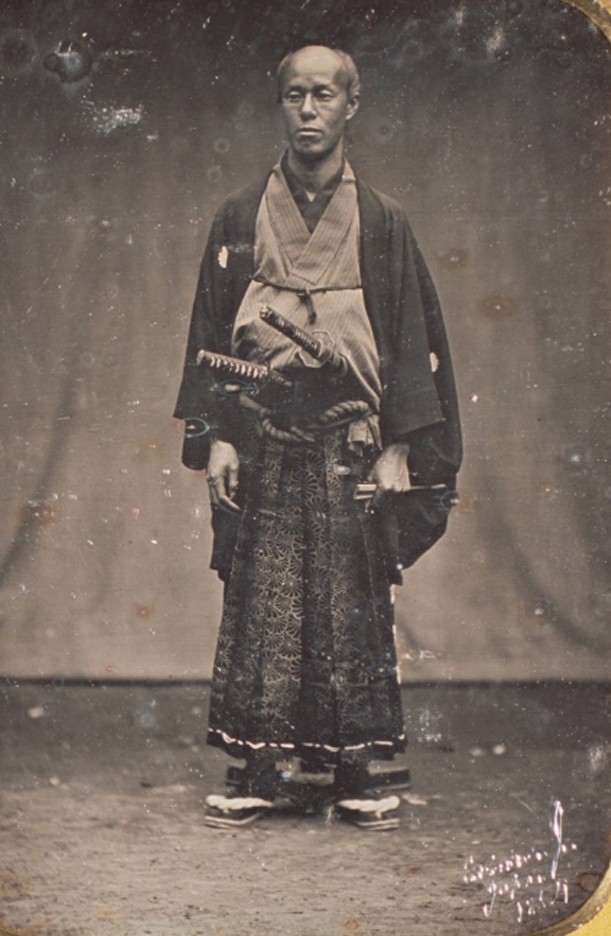
田中光儀（エリファレット・ブラウン・ジュニアが撮影した写真）

田中 光儀（たなか みつよし、文政11年5月26日（1828年7月7日） - 1886年（明治19年）8月31日）は幕末の御家人、明治時代の官吏、篤志家。仮名は廉太郎（れんたろう）。浦賀奉行所の与力を務め、横浜鎖港談判使節団の一員としてヨーロッパに赴くなど、幕末の外交において活躍した。

## 略歴
文政11年（1828年）代官手代八戸厚十郎の子として武蔵国で生まれる。嘉永4年（1851年）浦賀奉行所御番代の田中信吾の養子に入り、嘉永7年4月10日にその跡を継いだ。
黒船来航の際に、下田でマシュー・ペリーとの交渉に尽力したことに対して、田中に銀15枚が褒美として与えられたことが「浦賀史料」（慶応義塾図書館所蔵）に記されている。
嘉永7年（1854年）、ペリー艦隊が二度目の来航をした際に、随行したエリファレット・ブラウン・ジュニアは遠征先で500枚近くの写真を撮影したが、田中は浦賀奉行所の支配組頭黒川嘉兵衛や通詞の名村八五郎、松前藩の家老・松前勘解由、奉行・石塚官蔵、用人・遠藤又左衛門らとともに被写体となっている。これらは「日本に現存する最古の日本人の銀板写真」と言われている
文久3年（1864年）、第2回遣欧使節（横浜鎖港談判使節団）に、勘定格調役として随行した。
江戸幕府瓦解後の明治時代には、豊岡県（現・京都府北部と兵庫県北部）の参事となった。